# 조이 디아즈

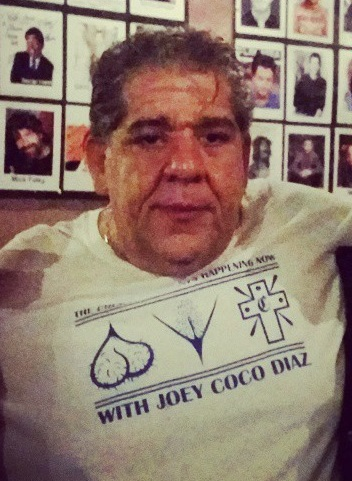

호세 안토니오 디아스(스페인어: José Antonio Díaz, 1963년 2월 19일 ~ )는 조이 코코 디애즈(영어: Joey "CoCo" Diaz)로 활동하는 쿠바 출신의 미국 배우, 팟캐스터이다.
아바나에서 태어났다.

## 출연 작품

### 영화
- 애널라이즈 댓 (2002) - 덕스 역
- 컴백 차일드 (2003, Dickie Roberts: Former Child Star)
- Back by Midnight (2004)
- 택시: 더 맥시멈 (2004) - 프레디 역
- Break a Leg (2005)
- Accidentally on Purpose (2005) - 단편
- 롱기스트 야드 (2005) - 빅 토니 역
- The Deported (2009) - 보안관 역
- 크리스마스를 구한 개 (2009, The Dog Who Saved Christmas Vacation)
  - The Dog Who Saved the Holidays (2012)
  - The Dog Who Saved Summer (2015)
- 더 매니 세인츠 오브 뉴어크 (2021)